# Lampaul-Ploudalmézeau
 Lampaul-Ploudalmézeau  (en bretón Lambaol-Gwitalmeze) es una población y comuna francesa, situada en la región de Bretaña, departamento de Finisterre, en el distrito de Brest y cantón de Ploudalmézeau.

## Demografía
| 594 | 516 | 538 | 548 | 595 | 606 |
| Para los censos de 1962 a 1999 la población legal corresponde a la población sin duplicidades (Fuente: INSEE [Consultar]) |     |     |     |     |     |